# ビラール・ビン＝ラバーフ

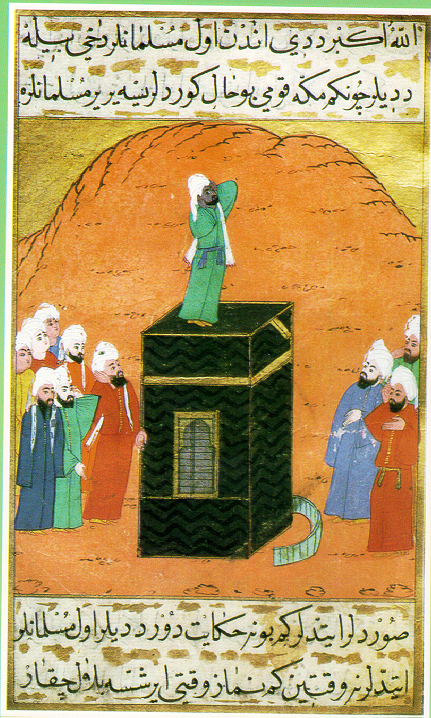

ビラール・ビン＝ラバーフ・アル＝ハバシー（アラビア語: بلال بن رباح الحبشي; Bilal ibn Rabah al-Habashi、580年頃 - 640年頃）は、初期イスラーム共同体において重要な役割を担った人物である。彼は預言者ムハンマドの教友（サハーバ）であり、イスラーム史上最初のムアッジン（礼拝時刻の告知者）として知られる。

## 生涯
ビラールは、現在のエチオピアに起源を持つアビシニア人（ハバシャ人）である。彼はマッカ（メッカ）のクライシュ族のウマイヤ・イブン・ハラフの奴隷として生まれた。イスラーム以前のジャーヒリーヤ時代において、奴隷の身分であったビラールは、過酷な労働と差別の中にあった。
ムハンマドがイスラームの教えを広め始めた当初、ビラールはイスラームを受け入れた初期の改宗者の一人であった。彼のイスラームへの帰依は、奴隷主であるウマイヤ・イブン・ハラフの激しい迫害を招いた。ウマイヤはビラールを砂漠の真ん中に連れ出し、熱い砂の上に寝かせ、その胸に重い石を置くなどの拷問を行った。しかし、ビラールは「アハド、アハド（唯一なる神、唯一なる神）」と繰り返し唱え、信仰を捨てなかったと伝えられている。
最終的に、ビラールはアブー・バクルによって買い取られ、解放された。彼は解放後、ムハンマドの最も信頼できる教友の一人として、彼の傍らに仕えた。

### イスラームにおける役割
ヒジュラ後、ムハンマドがマディーナ（メディナ）に共同体を確立した際、イスラーム史上最初のモスクである預言者のモスクが建設された。このモスクにおいて、ビラールはアザーン（礼拝の呼びかけ）の役割を任されることとなった。アザーンは、美しい声で礼拝時刻を人々に知らせる重要な役割であり、ビラールのその独特の声は、イスラーム共同体において深く尊敬された。彼の声は「イスラームの魂の声」とも称される。
ビラールは、バドルの戦い、ウフドの戦いなど、初期イスラームの主要な戦いのすべてに参加した。彼は勇敢な戦士としても知られ、ムハンマドの旗手も務めたことがある。
ムハンマドの死後も、ビラールはイスラーム共同体に貢献し続けた。彼はシリアへの遠征にも参加し、ダマスカスで亡くなったとされる。

## 遺産
ビラールは、イスラームにおいて信仰の堅固さ、忍耐、そして奴隷から解放され自由を得たことの象徴として記憶されている。彼の物語は、イスラームが人種や社会的地位に関わらず平等であるという教えの具体例として、世代を超えて語り継がれている。彼の墓はダマスカスにあり、多くの巡礼者が訪れる場所となっている。